# 葡萄籽精华素

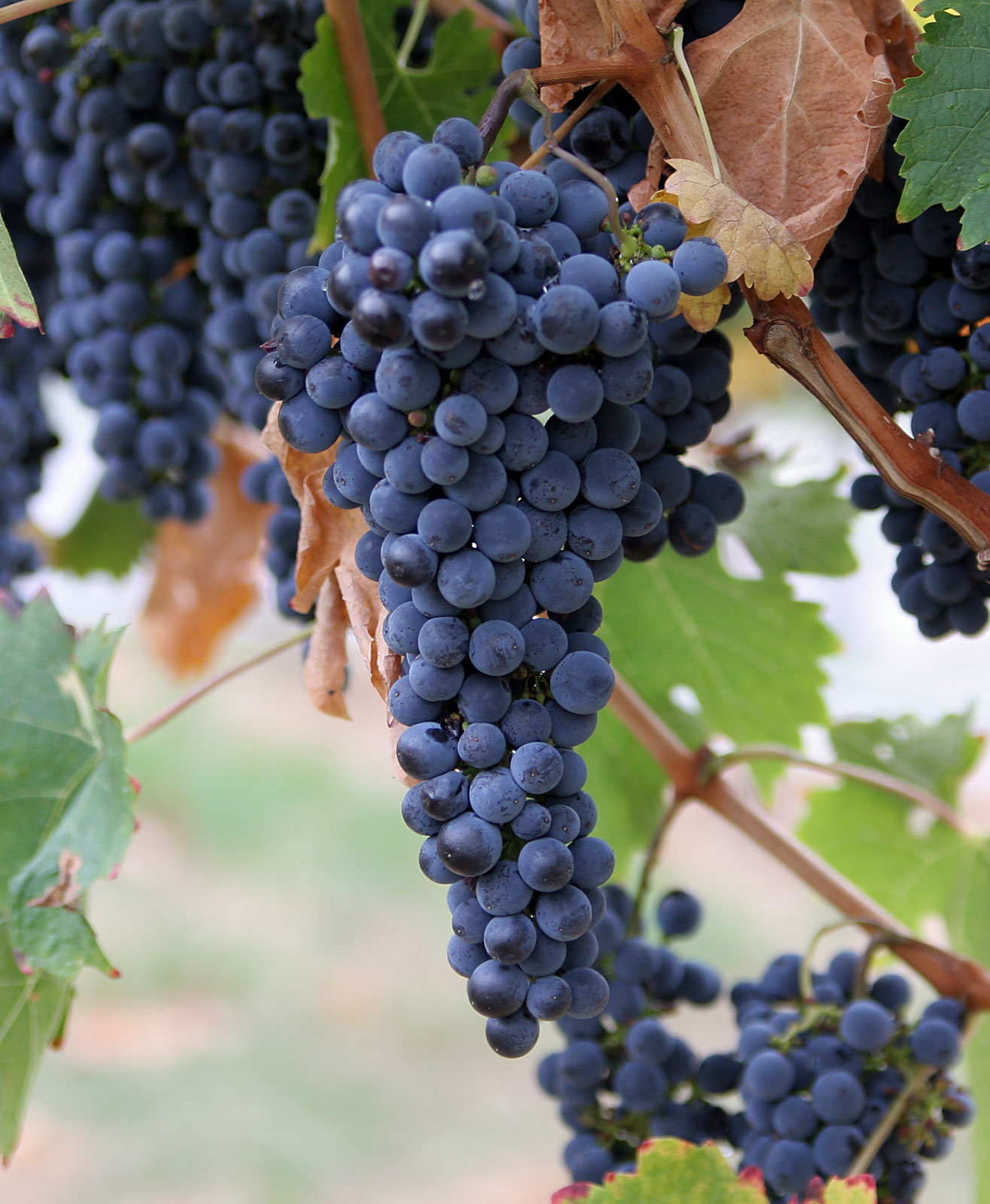
葡萄的种子被用来生产葡萄籽精华素

葡萄籽精华素是葡萄籽中工業粹取出來的物質。粹取物中含有原花青素。葡萄籽粹取物的品質是由其中原花青素的組成成份所決定。一般的葡萄籽粹取物中會含有95%的原花青素。